# Clasificación europea para la Copa Mundial de Rugby de 1991
La Clasificación del Continente Europeo para la Copa Mundial de Rugby de 1991 fue una serie de partidos internacionales disputados por las selecciones nacionales masculinas pertenecientes a Rugby Europe.
Europa contó con dos cupos directos a Inglaterra 1991

## Fase 1

### Grupo A
| Pos. | País      | Partidos | Partidos | Partidos  | Partidos | Puntos |
| Pos. | País      | Jugados  | Ganados  | Empatados | Perdidos | Puntos |
| ---- | --------- | -------- | -------- | --------- | -------- | ------ |
| 1    | Suecia    | 3        | 3        | 0         | 0        | 9      |
| 2    | Dinamarca | 3        | 2        | 0         | 1        | 7      |
| 3    | Suiza     | 3        | 1        | 0         | 2        | 5      |
| 4    | Israel    | 3        | 0        | 0         | 3        | 3      |

### Grupo B

#### Ronda 1
| 9 de septiembre de 1989 | Checoslovaquia | 23 - 6 | Yugoslavia |  |  |

#### Ronda 2
| 17 de septiembre de 1989 | RFA | 6 - 12 | Países Bajos |  |  |

| 1 de octubre de 1989 | Checoslovaquia | 13 - 15 | Portugal |  |  |

#### Ronda 3
| 8 de octubre de 1989 | Países Bajos | 32 - 3 | Portugal |  |  |

### Final fase 1
| 8 de octubre de 1989 | Países Bajos | 24 - 3 | Suecia |  |  |

## Fase 2
- La etapa se disputó en su totalidad en España.

| Pos. | País         | Partidos | Partidos | Partidos  | Partidos | Puntos |
| Pos. | País         | Jugados  | Ganados  | Empatados | Perdidos | Puntos |
| ---- | ------------ | -------- | -------- | --------- | -------- | ------ |
| 1    | España       | 3        | 3        | 0         | 0        | 9      |
| 2    | Países Bajos | 3        | 2        | 0         | 1        | 7      |
| 3    | Polonia      | 3        | 1        | 0         | 2        | 5      |
| 4    | Bélgica      | 3        | 0        | 0         | 3        | 3      |

## Fase 3
- La etapa se disputó en su totalidad en Italia.

| Pos. | País         | Partidos | Partidos | Partidos  | Partidos | Puntos |
| Pos. | País         | Jugados  | Ganados  | Empatados | Perdidos | Puntos |
| ---- | ------------ | -------- | -------- | --------- | -------- | ------ |
| 1    | Italia       | 3        | 3        | 0         | 0        | 9      |
| 2    | Rumania      | 3        | 2        | 0         | 1        | 7      |
| 3    | España       | 3        | 1        | 0         | 2        | 5      |
| 4    | Países Bajos | 3        | 0        | 0         | 3        | 3      |

### Encuentros
| 30 de septiembre de 1990 | Italia | 30 - 6 | España |  |  |

| 30 de septiembre de 1990 | Países Bajos | 7 - 45 | Rumania |  |  |

| 3 de octubre de 1990 | Rumania | 19 - 6 | España |  |  |

| 3 de octubre de 1990 | Italia | 24 - 11 | Países Bajos |  |  |

| 7 de octubre de 1990 | Países Bajos | 12 - 22 | España |  |  |

| 7 de octubre de 1990 | Italia | 29 - 21 | Países Bajos |  |  |

### Clasificación
| Bandera de Italia         |
| Primer puesto Italia      |
| Clasificado a la RWC 1991 |

| Bandera de Rumania        |
| Segundo puesto Rumania    |
| Clasificado a la RWC 1991 |